# Horace Chilton
Horace Chilton (Tyler, 1853. december 29. – Dallas, 1932. június 12.) az Amerikai Egyesült Államok szenátora (Texas, 1891–1892 és 1895–1901).